# Меропида
Меропида или Меропис (грч. Μεροπίς) је у грчкој митологији била принцеза са острва Кос, Еумелова кћерка.

## Митологија
Меропиду је Атена претворила у сову како би је казнила, јер је презирала богове и ругала се богињиним смеђим очима. Слична судбина је задесила њену сестру Бису и њеног брата Агрона.
Према неким изворима, она је била девојка, чија је породица имала лошу репутацију због непоштовања богова, а и лошег односа према другим људима. Само су поштовали богињу Хестију јер је домаћинству давала богату жетву. Остале богове нису прихватали, а и живели су изоловано од других људи. Много пута су били позвани да посвете дарове богињи Атени, али је Агрон увек говорио да не може да поштује богињу чије су очи светле попут совиних, тим пре што је његова кћерка имала веома тамне очи. Породица је позивана и на славља у част богиње Артемиде, али је Агрон опет говорио да се гнуша богиње која ноћу лута кроз шуму. Такође, породица је одбијала и да поштује бога Хермеса, јер је он био лопов. Увређени богови су одлучили да се освете; две богиње су се преобразиле у прелепе девојке, а Хермес у пастира и такви су се појавили пред вратима дома ове породице. Хермес је затражио од Агрона и његовог оца да га поведу на прославу пастира у Хермесову част, а да Меропида поведе две девојке у свету шуму Атене и Артемиде. Када је то чула, Меропида се разгневила и упутила увреде Атени, али ју је богиња претворила у сову.

## Биологија
Латинско име ове личности Meropis је синоним назива рода Ophiusa у оквиру групе мољаца.